# Zagłada Żydów w Poniewieżu
Zagłada Żydów w Poniewieżu – eksterminacja żydowskiej społeczności Poniewieża dokonana przez okupantów niemieckich i ich litewskich kolaborantów w czasie II wojny światowej.
Wkrótce po wybuchu wojny niemiecko-sowieckiej do Poniewieża wkroczyły oddziały Wehrmachtu. W lipcu 1941 roku ludność żydowską zamknięto w getcie, jednakże istniało ono zaledwie nieco ponad miesiąc. Podczas serii egzekucji przeprowadzonych w okolicach Poniewieża latem 1941 roku zamordowano ponad 8,7 tys. mężczyzn, kobiet i dzieci.

## Przebieg
W okresie międzywojennym Poniewież był czwartym co do wielkości miastem Litwy. Dla litewskich Żydów był ważnym ośrodkiem religijnym i kulturalnym; wysoko ceniona była zwłaszcza tamtejsza jesziwa. Liczba mieszkańców pochodzenia żydowskiego mogła sięgać nawet 10 tys. osób. W czerwcu 1940 roku, w konsekwencji postanowień paktu Ribbentrop–Mołotow, Poniewież wraz z całą Litwą znalazł się pod sowiecką okupacją.
22 czerwca 1941 roku nazistowskie Niemcy dokonały inwazji na Związek Radziecki. Niemieckie wojska zostały z entuzjazmem powitane przez Litwinów. W Poniewieżu litewscy partyzanci wystąpili zbrojnie przeciwko władzy sowieckiej. 26 czerwca miasto znalazło się w niemieckich rękach. Od pierwszych dni nowej okupacji miejscowi Żydzi padali ofiarą prześladowań ze strony litewskich nacjonalistów. Doszło do licznych morderstw.
11 lipca 1941 roku w Poniewieżu utworzono getto. Przesiedlono do niego zarówno poniewieskich Żydów, jak i Żydów z pobliskich miasteczek i wsi (m.in. Krakinowa, Nowego Miasta, Remigoły, Rogowa). Getto zostało urządzone w jednej z najuboższych dzielnic miasta, z której uprzednio usunięto wszystkich Litwinów. Panowały tam bardzo trudne warunki bytowe; z powodu braku odpowiedniej liczby izb mieszkalnych wielu Żydów było zmuszonych koczować pod gołym niebem. Granic getta strzegli litewscy policjanci z 10. batalionu policji pomocniczej sformowanego w Poniewieżu.
Wkrótce Niemcy przystąpili do eksterminacji mieszkańców getta. Jicchak Arad szacował, że ponad 1200 Żydów, w większości mężczyzn, zostało zamordowanych podczas kilku „akcji” przeprowadzonych między końcem lipca a połową sierpnia 1941 roku. W tym okresie zbiorowe egzekucje były przeprowadzane w lesie Žalioji, położonym ok. 13 kilometrów na północny wschód od Poniewieża. 4 sierpnia rozstrzelano tam więźniów przywiezionych z poniewieskiego więzienia. Zginęło wtedy 403 Żydów, w tym 41 kobiet, a także 19 komunistów narodowości litewskiej i rosyjskiej. 11 sierpnia rozstrzelano kolejnych 500 osób, w tym 450 Żydów i 48 Żydówek. W egzekucjach uczestniczyli policjanci z 10. batalionu – jako konwojenci, a niekiedy również jako kaci.
Ostateczna zagłada poniewieskiego getta nastąpiła 23 sierpnia 1941 roku. Zgodnie z raportem sporządzonym przez SS-Standartenführera Karla Jägera zamordowano wtedy 7523 osoby, w tym 4602 kobiety i 1609 dzieci. Masową egzekucję przeprowadzono w lesie nieopodal wsi Pajuostis, położonym w odległości ok. ośmiu kilometrów na wschód od Poniewieża. Zostały tam wykopane dwa masowe groby o długości 40 metrów. Ofiary prowadzono małymi grupkami nad ich krawędzie i rozstrzeliwano. Do zasypywania kolejnych warstw zwłok zmuszono sowieckich jeńców wojennych. Egzekucja trwała cały dzień. Przeprowadziło ją „lotne komando” (niem. Rollkommando) dowodzone przez SS-Obersturmführera Joachima Hamanna, złożone z niemieckich esesmanów i ich litewskich kolaborantów. Hamann prawdopodobnie był tego dnia obecny na miejscu masakry. Z ustaleń Arūnasa Bubnysa wynika, że konwojowaniem ofiar zajmowali się policjanci z 10. batalionu.
Najbardziej wartościowe mienie, które pozostało po zamordowanych Żydach, zostało skonfiskowane przez Niemców. Część mniej wartościowych przedmiotów przekazano lokalnym instytucjom: teatrowi dramatycznemu, gimnazjum dla dziewcząt, szpitalom, sierocińcom. Resztę sprzedano lub rozdano litewskiej ludności.